# 平壩区
平壩区（へいは-く）は中華人民共和国貴州省安順市に位置する市轄区。

## 歴史
1685年（康熙26年）に安平県が設置されたが、雲南省安平庁と同名であったことから平壩県と改称された。2014年12月に市轄区の平壩区に改編された。

## 行政区画
下部に2街道、7鎮、2民族郷を管轄する。
- 街道
  - 安平街道、鼓楼街道
- 鎮
  - 白雲鎮、高峰鎮、天竜鎮、夏雲鎮、馬場鎮、楽平鎮、斉伯鎮
- 民族郷
  - 十字回族ミャオ族郷、羊昌プイ族ミャオ族郷

## 交通

### 鉄道
- 中国鉄路総公司
  - 滬昆旅客専用線

（昆明方面）- 平壩南駅 -（貴陽方面）
  - 滬昆線

（昆明方面）- 天竜駅 - 新平壩駅 - 平壩駅 - 高峰駅 - 馬場駅 -（貴陽方面）

### 道路
- 高速道路
  - 滬昆高速道路
  - S89 花安高速道路
- 国道
  - G320国道